# Loni Nest
Eleonore Nest, detta Loni (Berlino, 4 agosto 1915 – Nizza, 2 ottobre 1990), è stata un'attrice tedesca all'epoca del film muto.

## Biografia
Di Loni Nest si hanno notizie contrastanti. L'unica cosa certa è che rimase orfana di padre nel 1919 e crebbe con la madre, l'attrice Anni Nest, da cui prese il cognome. Anche la sorella più giovane, Ursula Nest, intraprese la carriera di attrice fino allo scoppio della Seconda guerra mondiale, mentre il fratello Herbert lavorò come stuntman nei film di propaganda nazista.
Sin da piccolissima prese confidenza con il mondo della recitazione, venendo ripresa già all'età di quattro mesi e facendo la sua prima apparizione in teatro all'età di appena un anno.
A partire dall'età di tre anni cominciò definitivamente la sua carriera di attrice bambina che la vide comparire complessivamente in una quarantina di film tra il 1918 ed il 1928, a partire da La storia di Dida Ibsen (1918) di Richard Oswald e Opium (1918) di Robert Reinert, passando per Harakiri (1919) di Fritz Lang e Die Ehe der Frau Mary (1919), ruolo per il quale frequentò un corso di ballo, fino al primo grande successo ottenuto ne Il Golem - Come venne al mondo (1920) di Paul Wegener e Carl Boese, in cui interpretò la bambina che nella scena finale del film toglie la pietra brillante dal capo della mostruosa creatura, decretandone la morte.
Fece diverse altre apparizioni cinematografiche, come in Das wandernde Bild (1920) di Fritz Lang, ne Il castello di Vogelod (1921) e in Nosferatu il vampiro (1922) di Friedrich Wilhelm Murnau, ne Il furfante (1925) di Graham Cutts (su sceneggiatura di Alfred Hitchcock) e ne La via senza gioia (1925) di Georg Wilhelm Pabst. Ma con la fine dell'era del muto Lori Nest cadde nel dimenticatoio. Il suo ultimo ruolo (l'unico nell'epoca del sonoro) lo ebbe nel film francese L'épervier di Marcel L'Herbier nel 1933.
In seguito al suo ritiro dalla scena, della sua vita si sono perse le tracce.

## Il mistero sulla data della morte[1]
Dopo l'ultima apparizione cinematografica del 1933, di Loni Nest non si seppe più nulla. Fino al 2014 non si avevano notizie della sua scomparsa e dunque veniva considerata presumibilmente appartenente al novero delle attrici del muto ancora in vita.
Il 28 febbraio 2014, sul sito americano di necrologi Forever Missed apparve l'annuncio della scomparsa di una certa Loni Nest. La notizia fece subito il giro del mondo, essendo stata la Nest una delle principali attrici bambine dell'epoca e dunque in cima all'interesse dei numerosi ricercatori del settore, in assenza di sue informazioni da ben 80 anni. Finalmente il mistero sembrava chiarito: Loni avrebbe lasciato la Germania nel 1933 con l'ascesa al potere del nazionalsocialismo e si sarebbe rifugiata negli Stati Uniti, paese d'origine del padre, dove poi avrebbe sposato un commerciante d'auto di nome Smythe e avrebbe intrapreso la carriera di insegnante a Boston. Infine si sarebbe trasferita alle Hawaii, dove appunto sarebbe deceduta alla veneranda età di 98 anni. Nel necrologio erano presenti anche due fotografie.
La comunità di appassionati iniziò a mettere sotto esame la biografia indicata nel necrologio. Loni sarebbe stata figlia di un missionario metodista americano a Berlino di nome Joseph Weidmann, mentre la madre si sarebbe chiamata Gladys Nest. Un ricercatore però, su un numero di Filmwoche del 1924, s'imbatté su  in un articolo su Loni Nest in cui si parlava del padre come di un commediografo e di un attore comico "travolgente", cosa abbastanza contrastante con la figura del missionario metodista.
Le indagini proseguirono e un altro ricercatore trovò su un indirizzario dei primi anni '20 una "Anni Nest, nata Lummert, vedova, attrice". A parte il nome, che non era Gladys, il resto poteva far pensare effettivamente alla madre di Loni, anche perché nell'articolo su Filmwoche si parlava della morte del padre nel 1919.
Un altro dettaglio della necrologia indicava che Loni era stata scoperta da un produttore cinematografico all'età di tre anni, attraverso un manifesto fatto per la scuola domenicale di suo padre. Anche questo però contrastava con quanto scritto nell'almanacco dei film del 1926 (Lexikon des Films) in cui veniva riportato, per voce della stessa attrice, "di essere stata ripresa già all'età di quattro settimane." Nella stessa voce, come indirizzo dell'attrice, veniva riportata Hauptstraße 112 a Berlino-Schöneberg, stesso recapito che l'indirizzario di cui sopra riportava per Anni Nest, nata Lummert. Dunque, era lei la madre di Loni e non la Gladys del necrologio. Il necrologio non era altro che un falso.
I siti internet lentamente si aggiornarono. Anche IMDB cancellò sì la data di morte fasulla, ma per un po' di tempo lasciò la versione fantasiosa della biografia dell'attrice: matrimonio con un commerciante d'auto, insegnante di musica, repubblicana conservatrice, ceneri sparse sulla spiaggia di Waikiki. L'inventore della storia si scoprì essere un wikipediano già espulso per vandalismo e per uso di account falsi; la storia dell'attrice, popolarissima negli anni '20 e '30 e poi letteralmente scomparsa nel nulla, ben si prestava alla sua azione.
La notizia della falsa morte di Loni Nest portò però alla scoperta di quella vera. Il ricercatore Toni Schieck, di Düsseldorf, già in passato aveva trovato informazioni sulla sorella di Loni Nest, Ursula, di due anni più giovane. Effettivamente lei era emigrata negli Stati Uniti ed era morta nel 2007 in Florida. La sua famiglia aveva perso ogni contatto con Loni Nest, ma per lo meno era in grado di sapere il suo nome da sposata: Arnault. Le ricerche finalmente portarono alla Costa Azzurra dove, grazie al locale ufficio anagrafe, Schieck trovò il vero certificato di morte: Loni Nest morì a Nizza il 2 ottobre 1990, all'età di 75 anni.

## Filmografia
- Dida Ibsens Geschichte, regia di Richard Oswald (1918)
- Opium, regia di Robert Reinert (1919)
- 1919: Die Ehe der Frau Mary
- Harakiri, regia di Fritz Lang (1919)
- Kämpfende Gewalten oder Welt ohne Krieg
- Der Reigen - Ein Werdegang, regia di Richard Oswald (1920)
- Patience, regia di Felix Basch e Paul Leni (1920)
- Johannes Goth, regia di Karl Gerhardt (1920)
- Il Golem - Come venne al mondo (Der Golem, wie er in die Welt kam), regia di Carl Boese e da Paul Wegener (1920)
- La confessione di Lavinia Morland (Die Schuld der Lavinia Morland), regia di Joe May (1920)
- L'immagine errante (Das wandernde Bild), regia di Fritz Lang (1920)
- Il castello di Vogelod (Schloß Vogelöd), regia di F.W. Murnau (1921)
- Ein Erpressertrick, regia di Erich Schönfelder (1921)
- Mann über Bord, regia di Karl Grune (1921)
- Sturmflut des Lebens, regia di Paul Ludwig Stein (Paul L. Stein) (1921)
- Die Perle des Orients, regia di Karl Heinz Martin (1921)
- Der Sträfling von Cayenne, regia di Léo Lasko (1921)
- Violet, regia di Artur Holz (1921)
- Pariserinnen, regia di Léo Lasko (1921)
- Die Minderjährige - Zu jung fürs Leben, regia di Alfred Tostary (1921)
- Allein im Urwald, regia di Ernst Wendt (1922)
- Nosferatu il vampiro (Nosferatu, eine Symphonie des Grauens), regia di F.W. Murnau
- Aus den Erinnerungen eines Frauenarztes - 1. Fliehende Schatten
- Aus den Erinnerungen eines Frauenarztes - 2. Lüge und Wahrheit
- Versunkene Welten, regia di Siegfried Philippi (1922)
- Sterbende Völker - 1. Heimat in Not, regia di Robert Reinert (1922)
- Sterbende Völker - 2. Brennendes Meer, regia di Robert Reinert (1922)
- Tabea, stehe auf! , regia di Robert Dinesen (1922)
- Nell'anticamera del matrimonio (So sind die Männer), regia di Georg Jacoby (1923)
- Fräulein Raffke, regia di Richard Eichberg (1923)
- Tragödie der Liebe, regia di Joe May (1923)
- Quarantäne
- Schwarze Erde, regia di Franz Hofer (1923)
- Der Evangelimann
- Mutter und Kind, regia di Carl Froelich (1924)
- Zwei Kinder, regia di Richard Clement Hilber (1924)
- Aus der Jugendzeit klingt ein Lied , regia di Franz Osten (1925)
- Il furfante  (Die Prinzessin und der Geiger), regia di Graham Cutts (1925)
- La via senza gioia (Die freudlose Gasse), regia di G.W. Pabst (1925)
- Liebesfeuer, regia di Paul L. Stein (1925)
- La storia di una piccola parigina, regia di Augusto Genina (1928)
- Die Heilige und ihr Narr, regia di Wilhelm Dieterle (William Dieterle) (1928)
- L'Épervier, regia di Marcel L'Herbier (1933)